# Vicente Sáenz (músico)
Vicente Sáenz (Guatemala, ca. 1735 - † 1820) fue un maestro de capilla, violinista y contratenor guatemalteco.

## Trayectoria
Ingresó a la Capilla Musical de la Catedral de Santiago de Guatemala en la década del 1780, cuando el maestro era Rafael Antonio Castellanos. Pronto se destacó como cantante de las partes "modernas" para voz aguda, a menudo junto a su colega Manuel Mendilla Retalhuleu, ejerciendo también la función de violinista. A pesar de que en 1803 se había retirado temporalmente de la agrupación junto a su hijo, el organista Benedicto Sáenz, en 1805 volvió para asumir la sucesión de Pedro Nolasco Estrada Aristondo como maestro de capilla. Sirvió en esa capacidad por aproximadamente 16 años, hasta su fallecimiento. En sus últimos años delegó cada vez más responsabilidad en su hijo, quien además de hacer las veces de organista fungía como maestro de capilla asistente. 

## Obras
- Las pastorcitas del valle, villancico de Navidad
- Regem cui omnia vivunt, invitatorio
- Parce mihi, lección primera para el oficio de difuntos
- Libera me Domine, responso para el oficio de difuntos